# 拉法埃莱·巴尔达萨雷
拉法埃莱·巴尔达萨雷（義大利語：Raffaele Baldassarre，1956年9月23日—2018年11月10日），出生于莱切省卡瓦利諾，意大利政治家，欧洲人民党前欧洲议会议员（2009年至2014年），國內則屬於意大利力量黨。2018年11月10日因心脏病逝世，享壽62岁。
1987年取得聖心天主教大學法學博士。